# Duluth (Nebraska)
Duluth è una comunità non incorporata della contea di Grant, Nebraska, Stati Uniti.

## Storia
Duluth era una fermata a richiesta sulla ferrovia. Probabilmente prende il nome da Duluth, nel Minnesota.